# Махин (хутор)
Ма́хин — хутор в Аксайском районе Ростовской области.
Входит в состав Ольгинского сельского поселения.

## География
Расположен в 15 км (по дорогам) юго-восточнее районного центра — города Аксай, на левом берегу реки Черкасская (рукав Дона).

### Улицы
- пер. Колодезный,
- пер. Ольгинский,
- пер. Школьный,
- ул. Атаманская,
- ул. Набережная,
- ул. Садовая,
- ул. Черкасская,
- ул. Школьная.

## Население
| 1989 | 2002 | 2010 |
| ---- | ---- | ---- |
| 100  | ↗162 | ↘140 |